# Julia Tomasone
Julia Nicole Tomasone (* 3. August 1998 in Richmond Hill, Regional Municipality of York, Ontario) ist eine kanadische Schauspielerin, Filmemacherin und Casting Director.

## Leben
Tomasone hat zwei jüngere Schwestern und befindet sich seit 2016 in einer Beziehung mit dem brasilianisch-kanadischen Eiskunstläufer Kevin Alves. Sie begann ab 2008 in einem Film und einzelnen Episoden verschiedener Fernsehserien als Kinderdarstellerin mit dem Schauspiel. Von 2016 bis 2017 in insgesamt 60 Episoden war sie in der Rolle der Bianca Blackwell in der Fernsehserie Backstage zu sehen. Anschließend folgten weitere Besetzungen in Spielfilmen und Fernsehserien. 2020 war sie für das Drehbuch, die Regie und die Produktion für eine Episode der Mini-Serie Friends of Film Presented by FOFS verantwortlich und ist seit demselben Jahr als Casting Director tätig.

## Filmografie

### Schauspiel
- 2008: Victor
- 2008: Mensch, Derek! (Life with Derek) (Fernsehserie, Episode 4x01)
- 2010: Connor Undercover (Fernsehserie, Episode 1x09)
- 2016–2017: Backstage (Fernsehserie, 60 Episoden)
- 2017: Kiss and Cry
- 2017: Dark Haven High (Fernsehserie)
- 2018: TMI Crossing the Threshold
- 2019: Street Legal (Fernsehserie, 4 Episoden)
- 2019: The Beach Raiders (Kurzfilm)
- 2020: About Sex (Fernsehserie)

### Filmemacherin
- 2020: Friends of Film Presented by FOFS (Mini-Serie, Episode 1x01) (Drehbuch, Regie und Produktion)

### Casting Director
- 2020: Pressure Play (Kurzfilm)